# 劉遂雍
刘遂雍，五代十国后唐至后周官员，密州安丘县（今山东省安丘县西北）人，劉鄩的儿子。
刘遂雍和哥哥刘遂凝，在后唐为刺史。劉鄩妾王氏有美色，劉鄩死后，入唐明宗宫中，为王淑妃。唐明宗晚年，王淑妃参政，劉鄩二子都被恩宠。应顺元年（934年），潞王李從珂在凤翔谋反，刘遂雍为西京副留守，留守王思同率诸镇兵讨凤翔，战败。三月十七日，与药彦稠、萇從簡东归长安，刘遂雍闭门不纳，王思同等人逃奔潼关。刘遂雍封府库以待潞王。潞王前军至长安，以金帛相与。刘遂雍以长安城降，率京兆居民家财犒军。潞王见刘遂雍，握手流涕，与是事无大小都与他商议。潞王入立，拜刘遂雍淄州刺史，以劉鄩兄子劉遂清代刘遂雍为西京副留守。